# Intermitentes do espetáculo
Na França, um intermitente do espetáculo é um artista ou técnico que trabalha de maneira ocasional em empresas de produção teatral, cinematográfica ou de audiovisual em geral e que se beneficia de um seguro desemprego calculado a partir de um número mínimo de horas trabalhadas e uma contribuição suplementar aplicada especificamente para esta categoria, no regime previdenciário francês.
Trata-se de um seguro de “retorno ao emprego” que funciona como um complemento de renda, dada a natureza sazonal da maioria das atividades culturais. Desde 1º de outubro de 2014, é possível acumular este seguro e um salário, de acordo com um conjunto de critérios especificado no Código de Trabalho francês.

## Funcionamento
As produções realizadas por empresas do ramo da cultura duram pouco tempo, o que leva essas empresas a contratar artistas, atores, técnicos e operários por períodos pré-definidos em um tipo de contrato chamado na França de “contrato de duração determinada”. Este contrato pode ser, inclusive, de alguns dias.
Na França, esses trabalhadores são considerados assalariados e não profissionais liberais, como tem acontecido cada vez mais em outros países europeus como a Alemanha, Itália ou o Reino Unido, que não possuem um regime de seguro-desemprego específico para essa categoria de trabalhador.
A sucessão de contratos de duração determinada, de alternância entre períodos de emprego e de desemprego, levou a Unédic (uma associação responsável pela gestão do regime previdenciário francês ) a criar dispositivos específicos para garantir o acesso desses profissionais aos seus direitos aos auxílios. Isso porque, o seguro-desemprego na França é calculado a partir do número de horas trabalhadas. Como esses profissionais trabalham de maneira sazonal, eles passam longos períodos sem emprego e têm dificuldade de cumprir o número de horas necessário para o recebimento do seguro-desemprego. Por isso a criação de um regime específico que desse conta das particularidades no ramo, para garantir os direitos dos trabalhadores da cultura.

## História
Este regime para o assalariado intermitente, geralmente empregado por múltiplas empresas foi criado em 1936 para os técnicos e funcionários do cinema, impulsionado pela demanda dos produtores de cinema que, na época, não encontravam técnicos, artesãos e operários dispostos a trabalhar pelo tempo das produções, ou seja, por tempo determinado. Pela segurança financeira, esses trabalhadores preferiam um emprego fixo, que lhes garantisse uma renda durante todo o ano.
A partir da criação desta modalidade de auxílio, tornou-se possível trabalhar na produção de filmes por alguns meses e receber o seguro-desemprego que garantia a sobrevivência e permitia que o trabalhador continuasse disponível para produções futuras. O número de trabalhadores nesta situação à época era muito pequeno. 
Em 1965, o regime geral da previdência francesa acrescentou um artigo (o artigo 8) especificando o caso do setor cinematográfico. Estendendo-o posteriormente aos técnicos das empresas de disco e de audiovisual.
No dia 1 de janeiro de 1968, o artigo 10, que abre o seguro-desemprego às empresas culturais entra em vigor e em 1969, atrizes e atores são integrados ao regime previdenciário para intermitentes, assim como os técnicos do teatro.
Em 1992, os artigos 8 e 10 são renegociados na intenção de corrigir um déficit financeiro nos caixas da previdência. Em outubro de 1998 uma convenção cria um novo tipo de contrato que vai isentar os empregadores de arcar com os custos das indenizações em caso de contratos de duração determinada. Esses contratos foram chamados contrato de trabalho de duração determinada « de uso ». 
A partir daí iniciou-se uma crise no setor que durou até o verão de 2003, com uma sequencia de greves que forçou o cancelamento de imensos festivais de verão como: Montpellier, Aix-en-Provence, Avignon, Francofolies

## Referência na análise das lutas contra o capitalismo moderno
A precariedade dos intermitentes do espetáculo contribuiu para a construção de uma categoria de trabalhadores e de um conjunto de demandas capazes de as leis da previdência às necessidades e particularidades do setor. As greves de 2003 inspiraram o filósofo italiano Maurizio Lazzarato que comenta o fenômeno em seu livro “As Revoluções do Capitalismo”, traduzido pela editora Civilização Brasileira, em 2006 e o analisa de maneira mais profunda em "O governo das desigualdades: crítica da insegurança neoliberal", lançado pela EdUFSCAR, em 2012.
Para Lazzarato, a luta dos intermitentes do espetáculo em 2003 (assim como a dos professores e pesquisadores franceses também no início dos anos 2000) não configura apenas um novo momento da luta salarial e sim uma crítica radical ao capitalismo moderno e que vai questionar "a própria natureza da criação e da realização dos bens comuns (a cultura, a educação, a pesquisa) e a função co-produtiva dos públicos e usuários de tais bens (alunos, espectadores, doentes, consumidores) que participam de sua produção.  